# Mittenwald
Mittenwald é um município da Alemanha, localizado no distrito de Garmisch-Partenkirchen, no estado de Baviera.
Na época medieval aparece mencionada como 'in media silva' (no meio do bosque, que é o significado de Mittenwald). Desde o século XVI é conhecida pela fabricação de instrumentos musicais de corda (violinos, violas, violoncelos).